# Дэниел (фильм, 1983)
«Дэниел» («Дании́л»; англ. Daniel) — британо-американская драма режиссёра Сидни Люмета по роману Эдгара Лоренса Доктороу «Книга Дэниела» (название романа имеет библейский смысл и переводится также как «Книга пророка Даниила», англ. The Book of Daniel, 1971). Премьера фильма состоялась 26 августа 1983 года в Нью-Йорке.

## Сюжет
Фильм основан на биографии Дэниела, сына Пола и Рошель Айзексон, казнённых как советские шпионы в 1950-х годах. Обучаясь в аспирантуре в Нью-Йорке в 1960-е годы, Дэниел принимает участие в антивоенном движении и противопоставляет свои воспоминания о родителях и веру в то, что они были несправедливо осуждены.
Прототипами персонажей стали Юлиус и Этель Розенберги, казнённые в 1953 г. в США за шпионаж.

## В ролях
- Тимоти Хаттон — Дэниел Айзексон
- Мэнди Патинкин — Пол Айзексон
- Линдзи Круз — Рошель Айзексон
- Эдвард Аснер — Джейкоб Эшер
- Эллен Баркин — Филлис Айзексон
- Джули Бовассо — Фрида Штейн
- Това Фелдшу — Линда Миндиш
- Джозеф Леон — Зелиг Миндиш
- Кармен Мэтьюз — миссис Эшер

## Съёмочная группа
- Режиссёр-постановщик: Сидни Люмет
- Сценаристы: Эдгар Лоренс Доктороу
- Продюсер: Бёртт Харрис
- Композитор: Боб Джеймс
- Оператор-постановщик: Анджей Бартковяк
- Монтажёр: Питер К. Франк